# Equipo Alemán Unificado en los Juegos Olímpicos de Cortina d'Ampezzo 1956
El Equipo Alemán Unificado estuvo representado en los Juegos Olímpicos de Cortina d'Ampezzo 1956 por un total de 63 deportistas que compitieron en 8 deportes.  
El portador de la bandera en la ceremonia de apertura fue el piloto de bobsleigh Andreas Ostler.

## Medallistas
El equipo olímpico alemán obtuvo las siguientes medallas:
| Nombre        | Deporte         | Competición        |
| ------------- | --------------- | ------------------ |
| Oro           |                 |                    |
| Ossi Reichert | Esquí alpino    | Eslalon gigante F  |
| Plata         |                 |                    |
| —             |                 |                    |
| Bronce        |                 |                    |
| Harry Glaß    | Saltos en esquí | Trampolín normal M |